# HP Pavilion

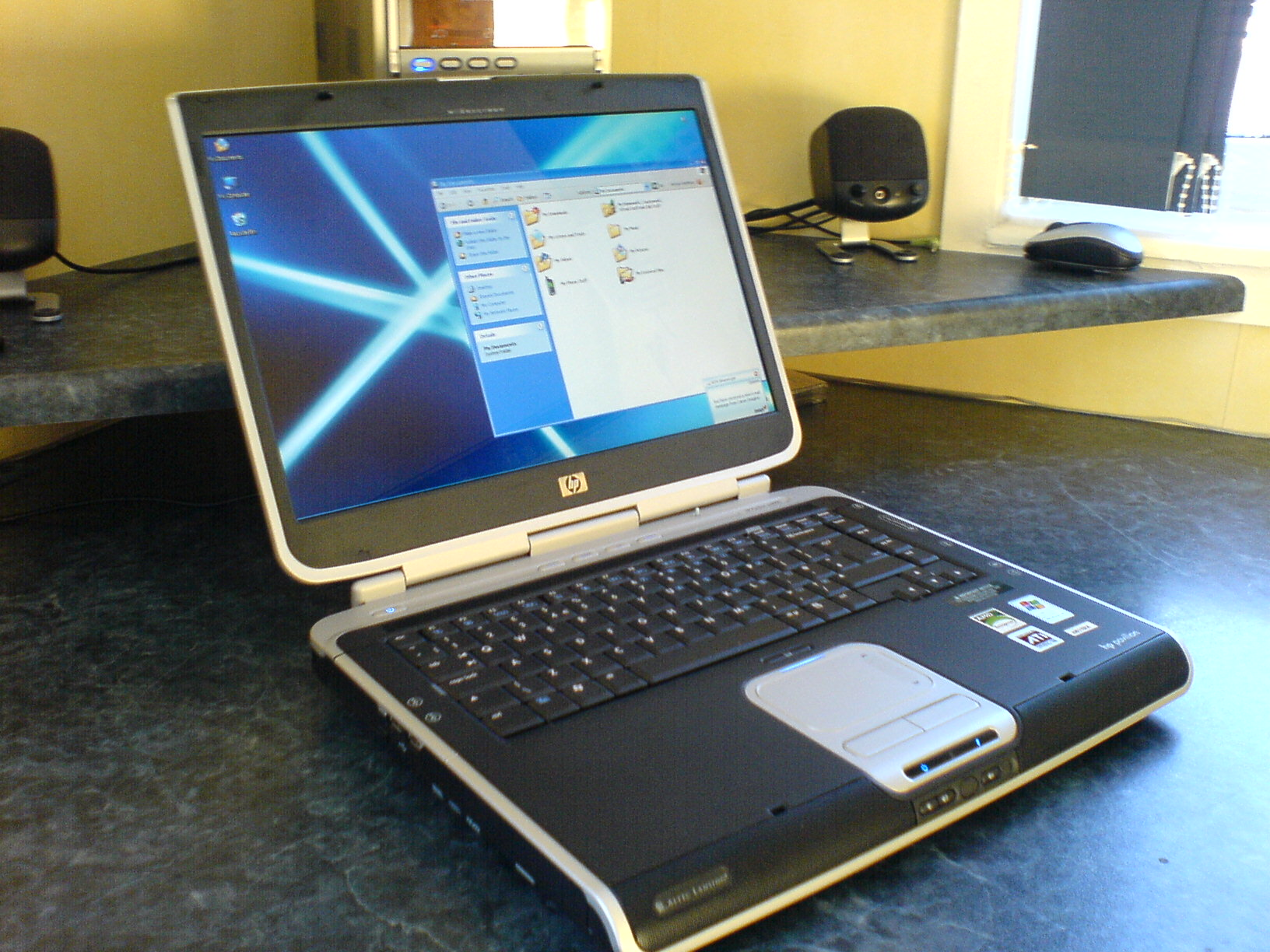
HP Pavilion zv6115EA

HP Pavilion é uma linha de computadores pessoais - desktops e notebooks - produzida pela Hewlett-Packard e lançada em 1995.
Com a aquisição da empresa Compaq, em 2002, a HP passou a vender computadores de ambas as marcas; os quais podem ser comprados diretamente na fábrica, por telefone, ou com configurações personalizadas (CTO, do inglês, configure-to-order).

## História
O HP pavilion 5030 foi o primeiro PC multimídia da HP projetado especificamente para o mercado doméstico. Ele dispunha de um drive de CD-ROM com quatro velocidades, alto-falantes Altec Lansing, programa para acesso de serviços online e Windows 95. O modelo de lançamento tinha processador Intel Pentium 75 MHz, 8 MB (8 MiB) de memória RAM e disco rígido de 850 MB.